# لودنشايد
لودن شايد (بالألمانية: Lüdenscheid) هي بلدة ألمانية تقع في ألمانيا في Märkischer Kreis.[بحاجة لمصدر] يقدر عدد سكانها بـ 76,347 نسمة .

## المدن التوأمة
مدن دن هيلدر، لوفان، Myślenice، Romilly-sur-Seine وتاغانروغ هي مدن توأمة لـلودن شايد.

## أعلام
- مارتن خيس
- نوري شاهين
- كارل بيرغ
- كارل غرون
- الكسندر ستيفان
- فيلهلم أكرمان
- فيرنر ناومن
- هانس مولر